# إيمون فارن
إيمون فارن (بالإنجليزية: Eamon Farren)‏ هو ممثل أسترالي، ولد في 19 مايو 1985 في أستراليا.

## وصلات خارجية
- إيمون فارن على موقع IMDb (الإنجليزية)
- إيمون فارن على موقع قاعدة بيانات الفيلم (الإنجليزية)